# Theodor Madsen (forfatter)
 Der er flere personer med dette navn, se Theodor Madsen.
Hans Theodor Madsen (født 14. januar 1858 i Bergen, død 1935) var en norsk forfatter.
Som gut levede han i Nordland, hvis vældige natur gjorde et uudsletteligt indtryk på hans bløde sind og tidlig vakte hans hang til håbløs grublen. Kun 14 år gammel blev han ansat ved et handelskontor i Bergen. Ved 22 års alder flyttede han til hovedstaden for at komme ind på den akademiske bane; men økonomiske forhold nødte ham til, uden engang at være blevet student, at søge sit udkomme som huslærer i Nordland. 1884 bosatte han sig i Bergen som lærer og kontormand. I 1896 blev han lærer i handelsfag ved Bergens Sømandsskole; sin dygtighed på dette område har han godtgjort ved en række meget anvendte lære- og håndbøger i de forskellige handelsfag. Imidlertid var Madsen, til dels pseudonymt, begyndt at offentliggøre litterære forsøg i stedets blade, indtil et efter den lokale smag anstødeligt stykke stængte bladenes spalter for ham.
Endelig 1890 lykkedes det ham, på eget forlag, at få trykt sin store roman, I Drift, et betydeligt forsøg på at arbejde bred milieuskildring og minutiøs analyse af heltens sjæleliv sammen til et livfuldt billede af samfundets medindflydelse på en dekadentnaturs selvopløsning. Med strengere begrænsning af emnet uddybes skildringen af den samme type i romanen Guds Finger (1893), der røber en indtrængende forståelse af livets moralske sammenhæng. Samme grundsyn fylder også det kraftige skuespil Marionetter (1894, opført i Bergen 1895). Romanen Under Kundskabens Træ (1897) afslører, gennem en mesterlig analyse af en broders hjerteforhold til en yngre søster, tomheden i det naturalistiske livssyn. Trods al sin håbløse fatalisme ejer Madsens dystre romaner evnen til at fængsle, ikke blot ved fremstillingens overlegne ro, men også ved det dybt personlige tankeliv, de giver et så intelligent udtryk for. Efter mange års tavshed udgav Madsen 1915 skuespillet Per Gadd.